# Геолокация (информатика)
Геопозиционирование (англ. geopositioning) — определение реального географического местоположения электронного устройства, например радиопередатчика, сотового телефона или компьютера, подключённого к Интернету. Часто для целей геопозиционирования используется та или иная система позиционирования, и часто бывает важнее определить местоположение в виде, легко воспринимаемом человеком (например, почтовый адрес), нежели точные географические координаты.
Слово геопозиция (англ. geolocation) обозначает географические координаты (широту и долготу) того или иного места на Земле (такое определение понятия приведено в стандарте ISO/IEC 19762-5:2008).
Понятия «геопозиция» и «геопозиционирование» применимы также по отношению к отслеживанию миграции животных и мониторингу окружающей среды с помощью устройств, закреплённых на телах животных, в том числе имплантированных идентификационных транспондеров и регистраторов данных.

## Методы
Для определения геопозиции часто используют методы радионавигации, например MLAT для большей точности, а также геоинформационные системы. При невозможности приёма сигнала GPS, приложения геопозиционирования могут использовать информацию базовых станций мобильной связи для приблизительного определения местоположения с помощью триангуляции; точность этого метода значительно меньше, чем в GPS, но значительно выросла в последние годы. Эти технологии значительно отличаются от ранних методов радиопозиционирования, например, радиопеленгации.
Геопозиционирование компьютеров и других Интернет-устройств может производиться через связывание с тем или иным реальным местоположением IP-адреса, MAC-адреса, RFID, занесённого в постоянную память устройства его серийного номера, с использованием программных идентификаторов (таких как UUID, EXIF, IPTC, XMP) или методов современной стеганографии, Wi-Fi-позиционирования, отпечатка устройства, отпечатка холста, GPS-координат устройства или другой, часто самораскрываемой, информации. Геопозиционирование в Интернете часто работает через WHOIS-сервер, запрашивая по IP-адресу физический адрес его владельца.
Данные программного обеспечения геопозиционирования об IP-адресе могут включать в себя страну, регион, город, почтовый индекс, широту, долготу и часовой пояс. Иногда по IP-адресу удаётся получить более подробную информацию, в том числе доменное имя, скорость соединения, наименование Интернет-провайдера, язык, прокси-сервер, наименование организации, рабочий и домашний адрес и телефон, коды US DMA/MSA и NAICS.
Иногда геопозиционирование может быть более дедуктивным, как, например, при использовании краудсорсинга для определения местоположений тренировочных лагерей, театров военных действий и мест исполнения публичных казней отсечением головы в Сирии с помощью программного и ручного сравнения изображений из представленного видеоряда с общедоступными фотографиями, географическими картами, геоинформационными системами и базами данных (например, Google Earth). Такие методы были успешно использованы, в частности, журналистом Элиотом Хиггинсом.

## Стандарты геопозиционирования
Можно отметить следующие стандарты и серверы имён: ISO 3166, FIPS, INSEE, GeoNames, IATA и ICAO. В США часто используются стандарты ANSI, в том числе ANSI INCITS 446-2008 «Идентификация атрибутов именованных физических и культурных географических особенностей (кроме автомобильных дорог) в США, их территорий, удалённых местностей, прилегающих к ним территорий, водных объектов с прилегающими 12-мильными зонами» (англ. Identifying Attributes for Named Physical and Cultural Geographic Features (Except Roads and Highways) of the United States, Its Territories, Outlying Areas, and Freely Associated Areas, and the Waters of the Same to the Limit of the Twelve-Mile Statutory Zone).
Среди коммерческих продуктов в области геопозиционирования можно отметить «GeoPlanet» (WOEID) — уникальный 32-битный идентификатор любого географического объекта на Земле и «NAC Locator», присваивающий универсальный геокодовый адрес любому месту на нашей планете.